# Cistercijanski samostan Kostanjevica na Krki
Samostan Kostanjevica na Krki, pri domačinih imenovan kar Grad Kostanjevica, sicer pa samostan Studenec svete Marije (latinsko Fons sanctae Mariae ali Fons beatae virginis Mariae), je bil zgrajen leta 1234 južno od naselja Kostanjevica na Krki. Ustanovil ga je koroški vojvoda Bernard Spanheimski z ženo Juto. 
Samostan je znan po bivši samostanski cerkvi in  najobsežnejših arkadah izmed vseh stavb v Sloveniji, tudi grajskih. Danes se v njem nahaja Galerija Božidar Jakac, v okolici gradu pa je forma viva.

## Galerija
- Glavni samostanski/grajski vhod
- Dvorišče, v ozadju so Gorjanci
- Samostanski kompleks s cerkvijo in arkadnim dvoriščem, posnet iz zraka s pomočjo zmaja